# Prometazina
La prometazina es un fármaco de tipo antihistamínico y antiemético de primera generación que actúa como antagonista del receptor H1 de la histamina. 

## Uso indicado
El medicamento se emplea como antialérgico tanto por vía oral como aplicada en crema. También puede tener fuertes efectos sedantes y, en algunos países, se prescribe para el insomnio cuando las benzodiazepinas están contraindicadas. Al igual que con la difenhidramina, la prometazina disminuye la latencia del sueño pero no aumenta el tiempo total de sueño. Ambos compuestos son especialmente útiles para pacientes que no pueden dormir bien debido a reacciones alérgicas agudas o la picazón que puede causar.

## Historia
Los científicos de Rhône-Poulenc en Francia descubrieron que la prometazina, una aminoalquilfenotiazina, tenía propiedades sedantes más pronunciadas que otros antihistamínicos. En 1949, Henri Laborit, un anestesiólogo y cirujano de la armada francesa que había investigado varios antihistamínicos sintéticos como forma de "potenciar" los anestésicos para reducir la morbimortalidad por el choque inducido quirúrgicamente, probó la prometazina y observó que la administración de un "cóctel lítico" (un narcótico, sedante e hipnótico) para inducir una "hibernación artificial" tuvo éxito en disminuir la ansiedad del paciente y llevó a los científicos de Rhône-Poulenc a buscar derivados de fenotiazina con efectos similares.

## Usos fuera de indicación
Es el ingrediente principal, junto con la codeína, del Purple drank (un término del argot para una droga recreativa popular en la comunidad hip hop del sur de los Estados Unidos), que forma parte de un jarabe para la tos.
Se estudia la posibilidad de emplear la prometazina en  personas que sufren mareos por movimiento; sin embargo los resultados de varios estudios difieren entre sí.

## Uso en embarazo y lactancia
Embarazo
La prometazina a veces se usa como un antiemético en el embarazo y como complemento de los analgésicos narcóticos durante el trabajo de parto. Ha habido reportes de daño embriofetal, pero no hubo estudios confirmatorios. En general, el uso de la droga en el embarazo parece ser de bajo riesgo para el embrión-feto. Es de categoría C.
Lactancia
Los métodos de laboratorio disponibles para la detección precisa de la prometazina en la leche de madres humanas no son clínicamente útiles debido al rápido metabolismo de las fenotiazinas. Debido al bajo peso molecular (aproximadamente 284), se debe esperar la excreción en la leche materna. Se desconocen los posibles efectos de esta exposición en un lactante.